# ليليو سوتسيني
ليليو فرانشيسكو ماريا سوتسيني، أو ببساطة ليليو سوتسيني (باللاتينية: لايليوس سوسينوس؛ 29 يناير 1525 - 4 مايو 1562)، كان إنسانيًا ولاهوتيًا من عصر النهضة الإيطالية، وإلى جانب ابن أخيه فاوستو سوتسيني، أسس نظام الإيمان المسيحي غير التثليثي المعروف باسم السوتسينية. طور عقيدته بين الإخوان البولنديين في الكنيسة الإصلاحية البولندية بين القرنين السادس عشر والسابع عشر، وتبنتها الكنيسة التوحيدية في ترانسيلفانيا خلال نفس الفترة.

## حياته
ولد ليليو سوتسيني وترعرع في سيينا، عاصمة جمهورية سيينا. ينحدر نسب عائلته من سوتسو، وهو مصرفي في بيرتشينا (بونكونفينتو)، حيث استقر ابنه الثاني، مينو سوزي، كاتب عدل في سيينا في عام 1304. حفيد مينو سوزي، سوتسينو (توفي في 1403)، كان مؤسس سلسلة من الفقهاء والقانونيين الباتريشيين، كان ماريانو سوتسيني الأكبر (1397-1467) الأول والأشهر، ويُعتبر أول مفكر حر في عائلة سوتسيني.
ليليو (الذي يلفظ اسم عائلته سوتسيني، وإلى اللاتينية، سوسينوس) كان الابن السادس لماريانو سوتسيني الأصغر (1482-1556) من زوجته كاميلا سالفيتي. تلقى تعليمه كفقيه تحت إشراف والده في بولونيا. أخبر فيليب ميلانكتون أن رغبته في الوصول إلى «فونتس جوريس» قادته إلى البحث في الكتاب المقدس، ومن ثم إلى رفض «الوثنية في روما».
اكتسب ليليو سوتسيني بعض المعرفة باللغتين العبرية والعربية (قدم مخطوطة للقرآن إلى بيبلياندر) فضلًا عن اليونانية، لكنه لم يكن طالبًا مجتهدًا أبدًا. وفر له والده الوسائل وعند بلوغه، توجه إلى جمهورية البندقية، مقر الكنائس البروتستانتية في إيطاليا الوسطى. تقليد - نُشر لأول مرة على يد كريستوفر سانديوس في كتابه «بيبليوتيكا أنتي ترينيتاريوم» (مكتبة مناهضي التثليث، 1684)، وأندريه ويشواتي في كتابه «ناراتيو كومبنديوسا» (ملخص السرد، 1668) - وتوسع به الكتّاب اللاحقون، يجعله روحًا قيادية في المؤتمرات اللاهوتية المسماة بالكوليجيا فيسنتينا في فيتشنزا بين عامي 1546 و1547.
في هذه الفترة، مثل موقف سوتسيني إصلاح الإيمان المسيحي الإنجيلي؛ إذ أظهر اتحادًا فريدًا من الورع الحماسي مع التكهنات اللاهوتية الدقيقة. في كيافينا عام 1547، تأثر بباولو ريتشي «كاميلو ريناتو» من صقلية، وهو صوفي مسيحي تشبه تعاليمه في العديد من النقاط تعاليم الكويكرز المبكرين. بمواصلة رحلاته الدينية في أوروبا الحديثة، ضمن له اسم عائلته وشخصيته الفريدة ترحيبًا في الاتحاد السويسري القديم، وممالك فرنسا وإنجلترا، وجمهورية هولندا.

### 1548 – 1554
عند عودته إلى سويسرا في نهاية عام 1548، مع خطابات توصية إلى الكنائس البروتستانتية السويسرية من نيكولاس ماير، المبعوث من فيتنبرغ إلى إيطاليا، نجده في جنيف، بازل (مع سيباستيان مونستر)، وزيورخ (يقيم مع كونراد بيليكان) بين الأعوام 1549-1550. كان بعد ذلك في فيتنبرغ (يوليو 1550-يونيو 1551)، أولًا كضيف لميلانكتون، ثم مع الأستاذ يوهان فورستر، لتحسين معرفته بالعبرية. من فيتنبرغ عاد إلى زيورخ (نهاية 1551)، بعد زيارة فيينا في الإمبراطورية الرومانية المقدسة، ثم براغ وكراكوف في الكومنولث البولندي-الليتواني.
جذبته الأحداث السياسية إلى العودة إلى إيطاليا في يونيو 1552؛ مع زيارتين إلى سيينا. في جمهورية سيينا، كانت حرية الكلام ممكنة لفترة، بفضل حصار سيينا (1552-1559) والتخلص من نير الإسبان. جلب هذا له الاتصال بابن أخيه الشاب فاوستو. كان ليليو في بادوا (وليس في جنيف، كما يقال غالبًا) في تاريخ إعدام ميخائيل سرفيتوس (27 أكتوبر 1553)، الذي أُحرق بتهمة الهرطقة. من هناك توجه إلى بازل (يناير 1554)، جنيف (أبريل)، وزيورخ (مايو)، حيث استقر.